# Vatroslav Rožić
Vatroslav Rožić (Prodin Dol, 13. ožujka 1857. – Zagreb, 8. ožujka 1937.) bio je hrvatski jezikoslovac. Bavio se pretežno jezičnim normativizmom, a također i dijalektologijom, etnografijom i jezičnom didaktikom. Svoje je purističke jezične savjete sabrao u priručniku „Barbarizmi“ u hrvatskom jeziku.

## Životopis
Rođen je 1857. godine u Prodinu Dolu, gdje je pohađao pučku školu. U Zagrebu je pohađao Klasičnu gimnaziju, na kojoj je maturirao 1880. Za vrijeme školovanja službovao je u vojsci i 1878. sudjelovao u zaposjedanju Bosne i Hercegovine. Studirao je slavistiku, povijest i zemljopis. Radio je kao srednjoškolski profesor na Zemunskoj gimnaziji od 1887. do 1905., a nakon toga u Zagrebu na muškoj učiteljskoj gimnaziji i donjogradskoj klasičnoj gimnaziji. Kratkotrajno je radio na Odjelu za bogoštovlje i nastavu. Umirovljen je 1915. godine, ali se 1918. vraća na radno mjesto, te je konačno umirovljen 1923. ili 1924. Umro je 1937.

## Stručni rad

### Barbarizmi
Rožić se većim dijelom svojeg radnog vijeka bavio jezičnom normom i pisanjem popularno usmjerenih jezičnih savjeta. Brojne je savjete o pojedinim riječima sakupio i objavio 1904. pod naslovom Barbarizmi u hrvatskom ili srpskom jeziku, gdje je ukratko obradio oko 850 natuknica. Iduća je izdanja dopunjavao: drugo izdanje iz 1908. sadržavalo je oko 1050, a treće iz 1913. oko 1250 natuknica. Ta su izdanja imala izmijenjen naslov: „Barbarizmi“ u hrvatskom jeziku. Kao glavne normativne izvore Rožić uzima Rječnik hrvatskoga jezika Franje Ivekovića i Ivana Broza (utemeljen na Srpskom rječniku Vuka Karadžića), Antibarbarus, dodatak Gramatici i stilistici hrvatskoga ili srpskoga književnog jezika Tome Maretića, i školsko izdanje dotične gramatike. Osim njih poziva se i na Branič jezika hrvatskoga Nikole Andrića i nekoliko drugih izvora. S obzirom na te utjecaje, Rožića se uvrštava u krug hrvatskih vukovaca.
U uvodu knjizi Rožić definira barbarizam kao:
 »sve što se protivi čistomu štokavskom književnom jeziku, dakle u „barbarizme“ u ovoj knjižici pripadaju ne samo „pravi barbarizmi“ nego i rđevi neologizmi, provincijalizmi (ako ih ne trebamo), arhaizmi pa gramatičke (i pravopisne) pogrješke uopće.«
U usporedbi s drugim vukovcima, Rožić se ističe strogošću svojih zahtjeva, zbog kojih je ulazio u polemike s drugim filolozima toga usmjerenja. Njegov je pristup jezičnom normiranju utemeljen na izrazitom štokavskom purizmu; tadašnjem hrvatskom književnom jeziku pretpostavlja štokavski dijalekt kakav je opisao Vuk Karadžić. Odbacuje posuđenice i kalkove iz stranih jezika, ali i hrvatske riječi iz čakavskog i osobito kajkavskog narječja. Kritizira jezik kakav se koristio u suvremenom zagrebačkom i beogradskom tisku. Većina natuknica je o leksičkim problemima, a manje ih je o gramatičkima. Jedan dio propisa u skladu je i sa suvremenom hrvatskom jezičnom normom, primjerice: ručnik umjesto peškir (turcizam), biljka umjesto bilina (bohemizam), općina umjesto opština (rusizam ili crkvenoslavenizam). Ali znatan dio propisa nije bio prihvaćen; Rožić odbacuje i riječi poput: kolodvor (njemački kalk, zamjena: stanica), časopis (njemački kalk, zamjena: list), pobjeda (rusizam, zamjena: dobiće), miraz (turcizam, zamjena: pridav(ak)), tjedan (kajkavizam, zamjene: nedjelja, sedmica).
Već su suvremenici reagirali sa zadrškom prema Rožićevom pristupu. U osvrtu na prvo izdanje Barbarizama, Dragutin Boranić je, uz prigovore na neke metodološke nesustavnosti, napisao:
»Za neke riječi držim da pisac ide predaleko goneći ih iz književnoga jezika; takve su na pr. dotični, dvojiti, izraz, otputovati, pobjeda, pobijediti, prsluk, primijetiti, prvenstvo, slučajno, tabla (ili ploča — mjesto toga da se govori crna daska!), zvučan, zvuk i još gdjekoja. Tako isto ne mislim, da bi valjalo dirati u ove riječi, koje su stekle općenom porabom građansko pravo, a pisac im nije našao prave ili točne zamjene [...]«
Ta je kritika bila povodom za kratku polemiku među dvojicom filologa. U osvrtu na drugo izdanje povjesničar Petar Tomić, uz pohvale djelu, izrazio je ipak u mnogim slučajevima stav blizak Boranićevom:
»Kad sam pročitao 1086 riječi i izraza (a s onima u „Dodatku“ ima ih više od 1100), uvjerio sam se, da je vrlo zaslužni pisac prevelik purifikator (čistilac i češljar hrv. jezika), ter da s jedne strane ide predaleko a s druge se ne miče s mjesta, to jest šuti o mnogim tuđim i skovanim riječma, izrazima i frazama. [...] [Rožić] hoće da odstrani i one riječi tuđice i kovanice, koje su već stekle potpuno pravo građanstva, jer su se posve udomile, te se s toga ne daju ukloniti kao ni štiflete i kaputi i kapa, ma da bi ih sto i sto puta htjeli zamijeniti opankom i surinom i posavskim šeširom.«
Rožićevom su se pristupu protivili i drugi suvremenici – Josip Benaković i Janko Ibler.

### Dijalektologija i etnografija
Najopsežniji Rožićev jezikoslovni rad je dijalektološki opis njegovog materinskog prigorskog kajkavskog dijalekta, objavljen 1893. – 1894. godine. Protežući se na dvjestotinjak stranica, to je u ranom razdoblju istraživanja kajkavskog narječja bio najdetaljniji rad iz dotičnog područja, usmjeren na na fonologiju i morfologiju s osobito detaljnim opisom prozodije. Opis je dijelom bio opterećen novoštokavskim standardom, jer Rožić bilježi razliku između kratkosilaznog i kratkouzlaznog naglaska, iako potonji uglavnom nije prisutan u kajkavskim govorima; pretpostavlja se da je kao kratkouzlazni bilježio alotonski »tromi« naglasak. Kajkavski odraz neoakuta bilježi kao štokavski dugouzlazni ⟨á⟩. Slovenski jezikoslovac Vatroslav Oblak u svojem je osvrtu opisao Rožićevu jezičnopovijesnu interpretaciju materijala kao često zastarjelu i netočnu.
Rodnim se krajem bavio i etnografski. Godinâ 1907. – 1908. objavio je Prigorje: Narodni život i običaji, detaljan opis prigorskih narodnih običaja i kulture, napisan mjesnim kajkavskim govorom i akcentuiran. Primjetivši određena jezična nepodudaranja u usporedbi s ranijim Kajkavačkim dijalektom, Stjepan Ivšić ocijenio je Prigorje kao dijalektološki pouzdanije od Kajkavačkog dijalekta.

## Važnija djela
- Kajkavački dijalekt u Prigorju, u: Rad JAZU, knjige CXV. (1893.), CXVI. (1893.), CXVIII. (1894.). Zagreb.
- Dijalektičke sitnice, u: Nastavni vjesnik, knjiga III. Zagreb, 1895., str. 186–188.
- Riječi kovanice u Preradovića, u: Nastavni vjesnik, knjiga IV. Zagreb, 1896., str. 97–108.
- Slovenski jezični elemenat u Vraza, u: Nastavni vjesnik, knjiga VI. Zagreb., 1897., str. 10–22.
- Barbarizmi u hrvatskom ili srpskom jeziku. Zemun, 1904.
  - Kasnija izdanja pod naslovom „Barbarizmi“ u hrvatskom jeziku. Zagreb, 21908.; Zagreb: L. Hartman, 31913.; Zagreb: Pergamena, 41998. [pogovor M. Samardžija].
- Mjesne vlastite imenice za čeljad i pridjevi od mjesnih imenica u hrvatskom jeziku, u: Rad JAZU, knjiga 162., 1905., str. 135–185. Zagreb: JAZU.
- Prigorje. Narodni život i običaji, u: Zbornik za narodni život i običaje Južnih Slavena, Kńiga XII., svezak 1, 1907., str. 49–134., Kńiga XII., svezak 2., 1907., str. 161–297 i Kńiga XIII., 1908., str. 16–112. Zagreb: JAZU.
  - Zagreb: Tisak dioničke tiskare, 21908.; Jastrebarsko: Naklada Slap, 32002.
- Franjo Iveković i dr. Jezikoslovne rasprave i članci. Zagreb: Matica hrvatska, 2001. Priredio Marko Samardžija. [izbor članaka i bibliografija]